# آندریا تونتی
آندریا تونتی (ایتالیایی: Andrea Tonti؛ زادهٔ ۱۶ فوریهٔ ۱۹۷۶) دوچرخه‌سوار اهل ایتالیا است. وی در مسابقات جیرو دیتالیا شرکت کرده است.